# Nicolaaskerk in Chamovniki
De Nicolaaskerk in Chamovniki (Russisch: Церковь Святителя Николая Чудотворца в Хамовниках) of de Kerk van de Heilige Nicolaas van de Wevers is een Russisch-orthodoxe Kerk in het Moskouse district Chamovniki. De kerk bleef na de bolsjewistische machtsovername geopend.

## Geschiedenis
De eerste vermelding van een houten kerk op deze plek dateert uit 1625. Al in 1657 stond er een kerk van steen, maar de huidige kleurrijke kerk met vijf koepels werd gebouwd in de jaren 1679-1682 en gewijd op 25 juni 1682. Klokkentoren en refectorium werden rond 1694 toegevoegd.
De kerk werd gebouwd in een nederzetting van wevers. Het was ook deze beroepsgroep die de bouw van de kerk financierde. In Rusland is de heilige Nicolaas van Myra, onze Sint-Nicolaas, de patroonheilige van wevers, boeren en zeelui; het hoeft daarom geen verbazing te wekken dat de kerk gewijd werd aan deze zeer vereerde heilige in Rusland.
De klokkentoren van de kerk is een van de hoogste torens met tentdak van Moskou. De bouwstijl van de kerk is een voorbeeld van late Moskoubarok, een stijl die voorafging aan de Narysjkinbarok van de jaren 1690. Tijdens de invasie van Napoleon werd het interieur van de kerk ernstig vernield. In 1849 werden de restauratiewerkzaamheden afgerond, waarbij een aanzienlijk deel van de inrichting volledig werd vervangen. Kort daarvoor verkreeg de kerk haar belangrijkste reliek: de miraculeuze Icoon van de Moeder van God "Zekerheid van de zondaars". Op 5 november 1872 werd voor de icoon een kapel gewijd. De kerk bezit ook 17e-eeuwse iconen van de heiligen Alexis en Hodegetria van Smolensk. In 2002 schonk de Nicolaaskerk de Icoon van de Aartsengel Michaël aan de nabijgelegen, heropende en gerestaureerde Kerk van de Aartsengel Michaël.
De kerk bleef ook in de zware jaren na 1917 geopend, al verloor de kerk haar grootste klok. In 1992 werd de klok opnieuw in de toren gehangen. De kerk was de parochiekerk van de bekende Russische schrijver Leo Tolstoj die in de nabijheid van de kerk woonde. Restauraties van de kerk vonden plaats in de jaren 1896, 1949 en 1972.